# Banksia sceptrum
Banksia sceptrum là một loài thực vật có hoa trong họ Quắn hoa. Loài này được Meisn. miêu tả khoa học đầu tiên năm 1855.
Loài thực vật này mọc ở Tây Úc gần bờ biển miền trung tây từ Geraldton về phía bắc qua Kalbarri đến Hamelin Pool. Loài này có phạm vi phân bố mở rộng nội địa gần như đến Mullewa. Lần đầu tiên được thu thập và trồng bởi người định cư ban đầu James Drummond ở Tây Úc, loài này được mô tả bởi nhà thực vật học Thụy Sĩ Carl Meissner vào năm 1855.

## Mô tả
Banksia sceptrum thường mọc dạng cây bụi cao 2–4 m (6+1⁄2–13 ft), mặc dù đôi khi cao đến 5 m (16+1⁄2 ft). Cây có nhiều nhánh và có đường kính có thể lên đến 4 m (13 ft). Thân cây chắc nịch có vỏ màu xám nhạt hoặc nhẵn nhiều màu. Cây mới mọc đã được ghi nhận vào mùa xuân và mùa thu, và có thể xảy ra trong mùa hè. Các nhánh con mới được bao phủ bởi lớp lông mịn màu nâu xanh và trở nên mịn và xám nhạt sau khoảng hai năm. Các lá gần như hình thuôn dài với phần chóp lá cụt hoặc có khía dài Bản mẫu:Onvert và rộng 1–3 cm (3⁄8–1+1⁄8 in). Là mọc trên cuống lá dài 5–8 mm (1⁄4–3⁄8 in). Mép lá phẳng có răng cưa ngắn. Mặt trên và mặt dưới của lá được bao phủ bởi lớp lông dày, nhưng trở nên nhẵn theo tuổi.